# ۱۴۱۰ (خورشیدی)
سال ۱۴۱۰ خورشیدی، هزار و چهارصد و دهمین سال گاه‌شماری هجری خورشیدی است. این سال عادی است.

## نام‌گذاری‌ها
- این سال در گاه‌شماری حیوانی سال خوک است.